# النجمة (فلم)
النجمة (بالإنجليزية: The Star) هو فيلم رسوم متحركة مسيحي كوميدي أمريكي لعيد ميلاد سيتم إنتاجه في نوفمبر 2017، وهو من إخراج تيموثي ريكارت وبطولة ستيفن يون وجينا رودريجيز وزكاري ليفي وكيغان-مايكل كي وايدي براينت وكيلي كلاركسون وباتريشيا هيتون وكريستين تشينوويث وتريسي مورغان وتايلر بيري وأوبرا وينفري وسيتم توزيع الفيلم عن طريق شركة كولومبيا بيكتشرز.

## القصة
قصة الفيلم تتكلم عن ميلاد يسوع ومحاولة حيوانات مزرعة بقيادة الحمار بو الذهاب نحو المكان الذي سيولد به عن طريق تتبعهم للنجمة.

## البطولة
- ستيفن يون بدور الحمار بو
- جينا رودريجيز بدور مريم العذراء
- زكاري ليفي بدور يوسف النجار
- كيغان مايكل كي بدور الحمامة ديف
- أيدي براينت بدور النعجة روث
- كيلي كلاركسون بدور الفرس ليا
- باتريشيا هيتون بدور البقرة إيديث
- أنتوني أندرسن بدور المعزة زاك
- كريستين تشينوويث بدور الفأرة أبي
- تريسي مورغان بدور الجمل فيليكس
- تايلر بيري بدور الجمل سايروس
- أوبرا وينفري بدور الجملة دبورا
- كريس كريستوفيرسن بدور الحمار العجوز والد بو
- كريستوفر بلومر بدور الملك هيرودس
- فينج راميز بدور الكلب تاديوس
- غابريال اغليسياس بدور الكلب روفوس
- دليلة بدور أليصابات
- ماريا كاري بدور الدجاجة ريبيكا

## وصلات خارجية
- مقالات تستعمل روابط فنية بلا صلة مع ويكي بيانات
- النجمة على قاعدة بيانات الأفلام على الإنترنت

لا توجد روابط لمواقع التواصل الاجتماعي.